# 俄國臨時政府
俄国临时政府（羅馬化：Vremennoye pravitelstvo Rossii；1917年3月15日─11月7日）是俄国罗曼诺夫王朝被推翻后，成立的臨時政府，這個政权存在只有7個多月便在十月革命中被布尔什维克推翻。
臨時政府在大多數時候，君主的地位是懸而未解的。直到總理亚历山大·克伦斯基與亚历山大·扎鲁德内在9月14日（儒略曆9月1日）簽署法案，宣告俄羅斯共和國成立。
1917年，二月革命发生，沙俄政府崩溃。原属政府的杜马与彼得格勒苏维埃争夺政府领导权。双方最后和解，决定成立一个临时政府，并让它主持俄国立宪会议的选举。3月15日，沙皇尼古拉二世逊位，其弟米哈伊尔大公拒绝接受王位，王朝正式灭亡。临时政府接管俄罗斯，成為俄國土地上唯一的合法政權。但是由于苏维埃渐渐壮大，列宁開始号召“一切政权归苏维埃”的口号，虽然苏维埃當初只是俄國政府下的一個政黨，但是後來他們漸漸掌控俄國的军队、工厂和铁路，又獲得了工人們的支持，最後以武装推翻俄國政府。

## 成立
1916年11月1日，帕維爾·米留科夫在杜馬會議中攻擊鮑里斯·施圖默爾的政府,當時帝國政府正在瓦解。
施圖默爾的繼任者是亞歷山大·特列波夫及尼古拉·戈利岑，但他們的任期也只有僅僅的幾週。二月革命期間，位於塔夫利宮的兩個敵對機構——帝國杜馬及彼得格勒蘇維埃在爭奪權力。
俄羅斯帝國沙皇尼古拉二世在1917年3月2日（儒略曆 1917年3月15日）退位，米留科夫宣佈委員會將攝政權讓給他的兄弟米歇爾大公作爲下一任沙皇。米歇爾大公將在俄羅斯制憲會議做出決定後接受，但是他其實并不想接受這「金杯毒酒」，所以推遲到第二天才接受王儲。
臨時政府的成立旨在保留維持基本政府該有的服務之外，也建立議會選舉，但其實其之權利正在被慢慢崛起的彼得格勒蘇維埃蠶蝕和限制。
臨時政府成立第二天《消息報》就有發表公告聲明成立。並且政府聲明：

- 對政治及宗教問題給予特赦，包括恐怖主義、軍事起義及犯罪等等
- 將給予言論、新聞、集會和罷工的自由，在軍事技術允許的情況下給予軍人政治自由
- 廢除所有世襲的宗教、貴族及民族的階級制度
- 立即準備在普遍、平等、秘密和直接投票的基礎上召開制憲會議，該會議將決定政府的形式和憲法
- 用公共民兵取代警察，並選出服從地方當局的民兵主席
- 在普遍、直接、平等、無記名投票的基礎上選舉地方自治機關
- 若不解除參加革命運動的武裝軍事單位（彼得格勒蘇維埃），必不從彼得格勒撤軍
- 在保持嚴格的軍銜紀律和服兵役的情況下取消對士兵使用授予所有其他公民的公共權利的所有限制

 《消息報》上還説：「臨時政府有義務補充，它無意利用任何軍事武裝單位來拖延實施以上的革命措施」

### 世界對其的認可
| 國家         | （承認其政府）日期 |
| ------------ | ------------------ |
| 美国         | 1917年3月22日      |
| 聯合王國     | 1917年3月24日      |
| 法蘭西共和國 | 1917年3月24日      |
| 義大利王國   | 1917年3月24日      |

## 最初的组成
| 职位               | 姓名                | 政党       |
| ------------------ | ------------------- | ---------- |
| 总理兼内务部长     | 李沃夫王公          | 宪政民主党 |
| 外交部长           | 帕维尔·米留科夫     | 宪政民主党 |
| 陆军和海军部长     | 亚历山大·古契科夫   | 十月党     |
| 运输部长           | 尼古拉·涅克拉索夫   | 宪政民主党 |
| 贸易和工业部长     | 亚历山大·科诺瓦洛夫 | 进步党     |
| 司法部长           | 亚历山大·克伦斯基   | 社会革命党 |
| 财政部长           | 米哈伊尔·捷列先科   | 无党派     |
| 教育部长           | 亚历山大·马努伊洛夫 | 宪政民主党 |
| 农业部长           | 安德烈· 申加廖夫    | 宪政民主党 |
| 东正教圣议会检察官 | 弗拉基米尔·李沃夫   | 进步党     |

## 四月危机和第一次联合政府
1917年4月18日（儒略历）外交部长帕维尔·米留科夫照会协约国盟国政府，承诺将继续参加第一次世界大战直到胜利结束。 4月20日和21日彼得格勒的工人和士兵爆发了大规模反对战争的示威游行活动。示威者要求解除米留科夫的职务。彼得格勒军区司令拉夫尔·科尔尼洛夫希望武力镇压示威游行，但总理李沃夫王公拒绝使用暴力。临时政府最终接受了外交部长米留可夫和陆军部长古契科夫辞职的条件，并邀请彼得格勒苏维埃成员共同组成联合政府。5月5日双方谈判达成了一致，六位社会主义部长入阁。
第一次联合政府成员名单如下：
| 职位               | 姓名                | 政党           |
| ------------------ | ------------------- | -------------- |
| 总理兼内务部长     | 李沃夫王公          | 宪政民主党     |
| 外交部长           | 米哈伊尔·捷列先科   | 无党派         |
| 陆军和海军部长     | 亚历山大·克伦斯基   | 社会革命党     |
| 运输部长           | 尼古拉·涅克拉索夫   | 宪政民主党     |
| 贸易和工业部长     | 亚历山大·科诺瓦洛夫 | 进步党         |
| 司法部长           | 帕维尔·佩列韦尔泽夫 | 社会革命党     |
| 财政部长           | 安德烈· 申加廖夫    | 宪政民主党     |
| 教育部长           | 亚历山大·马努伊洛夫 | 宪政民主党     |
| 农业部长           | 维克多·切尔诺夫     | 社会革命党     |
| 劳动部长           | 马特维·斯科别列夫   | 孟什维克       |
| 食品部长           | 阿列克谢·佩舍霍诺夫 | 人民社会主义党 |
| 邮电部长           | 伊拉克利·策烈铁里   | 孟什维克       |
| 东正教圣议会检察官 | 弗拉基米尔·李沃夫   | 进步党         |

临时政府吸收部分彼得格勒苏维埃中的成员后，苏维埃中的左派势力布尔什维克迅速抬头。由于临时政府同时存在左派和右派部长，使其经常呈现两面性，无法制定决定性的政策。

## 七月事件和第二次联合政府
1917年7月1日，陆军部长克伦斯基下令向奥匈帝国和德意志帝国的军队发动进攻，结果迅速失败，使倾向于临时政府的军队受到沉重打击。并引起国内反战势力，尤其是推翻了沙皇的起义军队强烈不满。7月3日至7月7日（儒略历）彼得格勒发生七月事件，布尔什维克参与士兵和工人反对临时政府的示威游行最终演变成骚乱。临时政府紧急调集忠于自己的军队武力镇压示威，导致400多人伤亡。临时政府同时逮捕了一些布尔什维克领袖，弗拉基米尔·列宁被迫逃离彼得格勒。七月事件的爆发给临时政府带来进一步的政治危机，宪政民主党的部长被迫辞职，8月6日一个由社会主义者为主的新联合政府形成，克伦斯基担任总理。其成员名单如下：
| 职位                 | 姓名                  | 政党           |
| -------------------- | --------------------- | -------------- |
| 总理兼陆军和海军部长 | 亚历山大·克伦斯基     | 社会革命党     |
| 副总理兼财政部长     | 尼古拉·涅克拉索夫     | 激进民主党     |
| 外交部长             | 米哈伊尔·捷列先科     | 无党派         |
| 内务部长             | 尼古拉·阿夫克先季耶夫 | 社会革命党     |
| 运输部长             | 彼得·尤列涅夫         | 宪政民主党     |
| 贸易和工业部长       | 谢尔盖·普罗科波维奇   | 无党派         |
| 司法部长             | 亚历山大·扎鲁德内     | 人民社会主义党 |
| 教育部长             | 谢尔盖·奥登堡         | 宪政民主党     |
| 农业部长             | 维克多·切尔诺夫       | 社会革命党     |
| 劳动部长             | 马特维·斯科别列夫     | 孟什维克       |
| 食品部长             | 阿列克谢·佩舍霍诺夫   | 人民社会主义党 |
| 卫生部长             | 伊万·叶夫列莫夫       | 激进民主党     |
| 电信部长             | 阿列克谢·尼基京       | 孟什维克       |
| 东正教圣议会检察官   | 弗拉基米尔·李沃夫     | 进步党         |

## 科尔尼洛夫事件和第三次联合政府
1917年8月，右派支持的俄军总司令拉夫尔·科尔尼洛夫发动政变欲推翻临时政府，史称科尔尼洛夫事件。临时政府在布尔什维克的帮助下最终粉碎了政变，但政府的统治能力也被进一步削弱，令左派更加壮大。10月8日，临时政府第三次重新组阁：
| 职位                   | 姓名                    | 政党       |
| ---------------------- | ----------------------- | ---------- |
| 总理                   | 亚历山大·克伦斯基       | 社会革命党 |
| 副总理兼贸易和工业部长 | 亚历山大·科诺瓦洛夫     | 进步党     |
| 外交部长               | 米哈伊尔·捷列先科       | 无党派     |
| 内务和电信部长         | 阿列克谢·尼基京         | 孟什维克   |
| 陆军部长               | 亚历山大·维尔霍夫斯基   | 无党派     |
| 海军部长               | 德米特里·维尔杰列夫斯基 | 无党派     |
| 财政部长               | 米哈伊尔·拜尔纳茨基     | 激进民主党 |
| 司法部长               | 帕维尔·马良托维奇       | 孟什维克   |
| 运输部长               | 亚历山大·利维罗夫斯基   | 无党派     |
| 教育部长               | 谢尔盖·萨拉兹金         | 无党派     |
| 农业部长               | 谢苗·马斯洛夫           | 社会革命党 |
| 劳动部长               | 库兹马·格沃兹杰夫       | 孟什维克   |
| 食品部长               | 谢尔盖·普罗科波维奇     | 无党派     |
| 卫生部长               | 尼古拉·基什金           | 宪政民主党 |
| 宗教部长               | 安东·卡尔塔绍夫         | 宪政民主党 |

## 十月革命

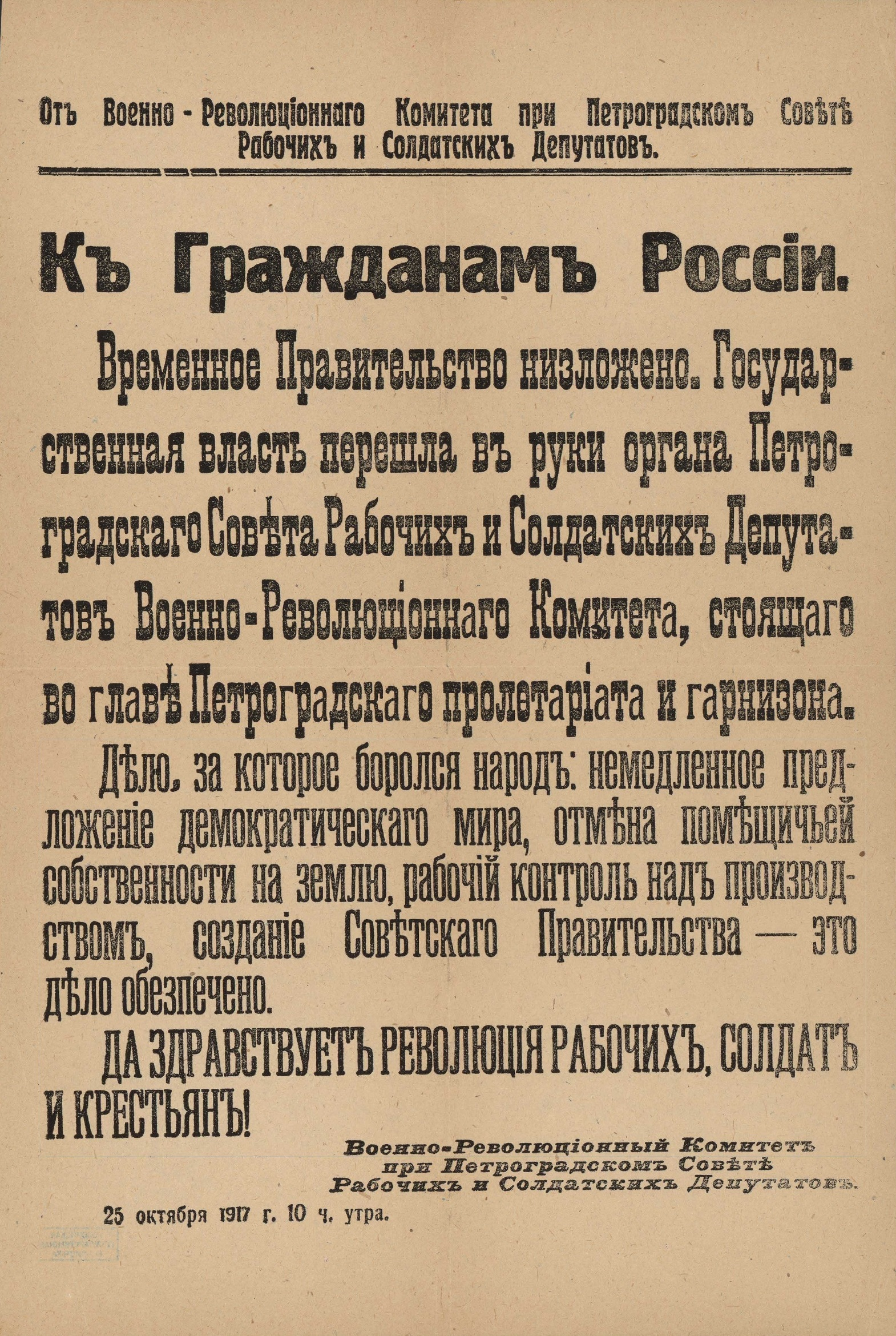
军事革命委员会宣布推翻俄国临时政府

1917年11月7日（儒略历10月25日）晚，列宁领导的布尔什维克水兵向临时政府所在地冬宫发动进攻，并于次日凌晨2点占领冬宫，史称十月革命。临时政府总理克伦斯基逃离彼得格勒，随后在普斯科夫纠集军队，却很快被布尔什维克击败，克伦斯基逃离俄国。布尔什维克宣布推翻俄国临时政府。在布党人解散立宪会议之前，布党政府仍自称为“工农临时政府”。

## 临时政府總理
- 李沃夫王公（3月23日 - 7月21日）
- 克伦斯基（7月21日 - 11月7日）

## 参看
- 俄罗斯政府首脑列表

1. ↑  The Russian Republic Proclaimed （页面存档备份，存于） at prlib.ru, accessed 12 June 2017